# Niedośpielin
Niedośpielin [pronunciación en polaco: /ɲɛdɔɕˈpjɛlin/] es un pueblo ubicado en el distrito administrativo de Gmina Wielgomłyny, dentro del Distrito de Radomsko, Voivodato de Łódź, en Polonia central. Se encuentra aproximadamente a 3 kilómetros al oeste de Wielgomłyny, a 21 kilómetros al este de Radomsko, y a 87 kilómetros al sur de la capital regional Łódź.
El pueblo tiene una población aproximada de 650.